# زمن لولوة وخزنة (مسرحية)
زمن لولوة وخزنة، مسرحية أطفال هادفة كويتية. عرضت بعام 2012 كتبها عبد الكريم حسين وأخرجته نجاة حسين.

## عن العمل
يتناول العمل أحداث هدامة السيسان في الكويت عام 1934، وكيف تغلب عليها الناس آنذاك بالعمل والعزيمة، كما تتحدث عن شخصية هولاكو والدمار الذي ألحقه في ما حوله في زمنه وعدد آخر من الشخصيات.

## الفنانون المشاركون بالعمل
- هدى حسين.
- خالد أمين.
- شهد.
- مسك.
- أوس الشطي.
- أحمد البارود.
- أسامة الشطي.
- عبد الله الشامي.
- لولوة.